# The New Face of Goth
Projekt: The New Face of Goth jest kompilacją wydaną przez Projekt Records by wypromować niektórych z ich najlepszych artystów. Została opublikowana w 2003.

## Lista utworów
1. Android Lust – "Stained"
2. Audra – "Cabaret Fortune Teller"
3. Lycia – "Pray" (edycja radiowa)
4. Black Tape for a Blue Girl – "The lie which refuses to die"
5. Voltaire – "BRAINS!"
6. Unto Ashes – "Witches’ Rune"
7. Attrition – "Two gods... are better than one!"
8. BLEAK – "In Vain"
9. Lowsunday – "Wallpaper Room" (edycja radiowa)
10. Mira – "Divine"
11. Mors Syphilitica – "The Hues of Longing"
12. Love Spirals Downwards – "Stir About the Stars"
13. Voltaire – "Goodnight, Demon Slayer"